# Materiale rotabile della metropolitana di Parigi

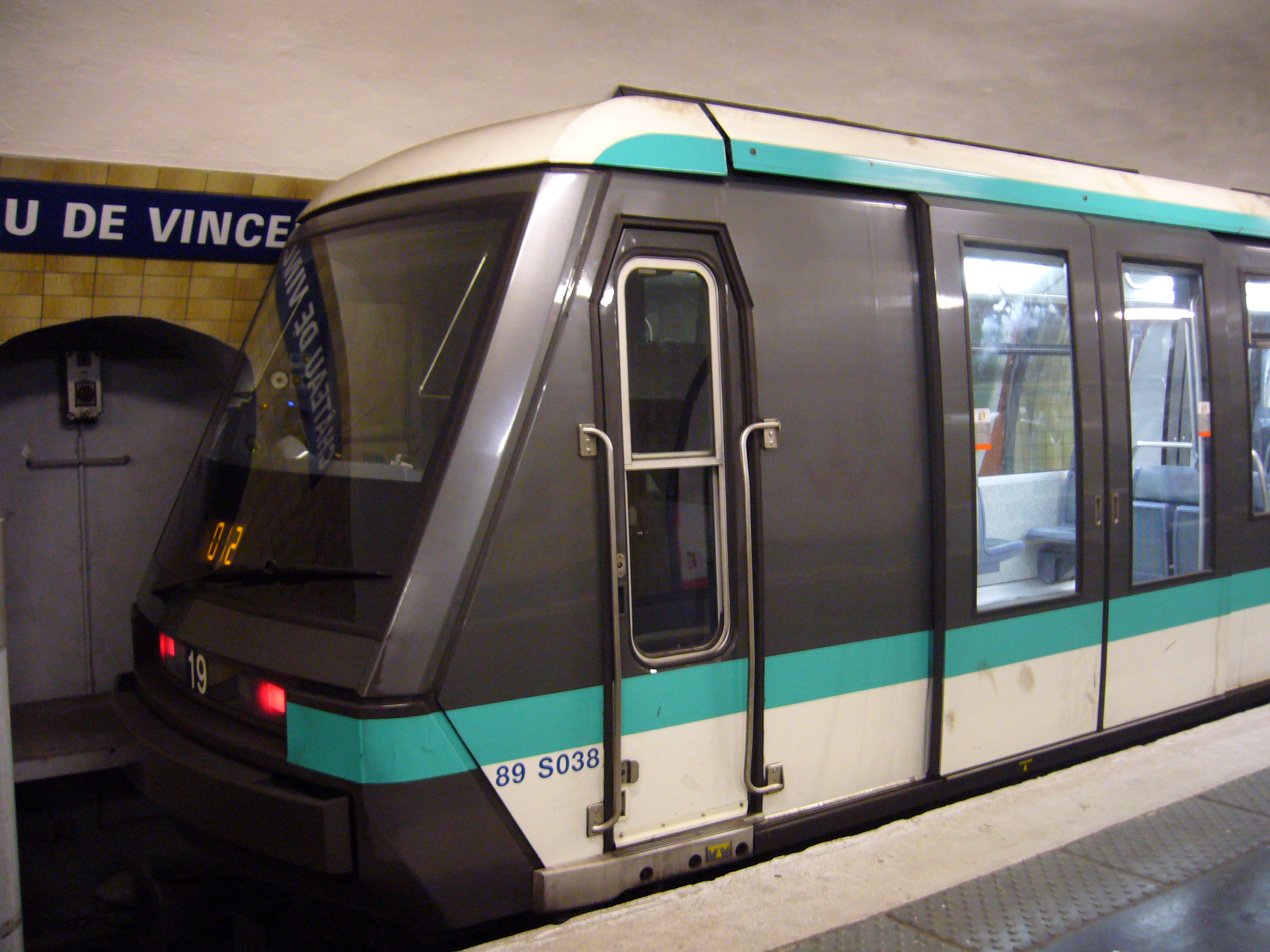
Un treno MP 89 alla fermata Château de Vincennes

Il materiale rotabile della metropolitana di Parigi ha conosciuto parecchie evoluzioni dall'epoca dell'apertura della prima linea (Porte de Vincennes - Porte Maillot) il 19 luglio 1900. Al 2011, otto tipi diversi di treni circolano sulla rete metropolitana parigina, quattro su pneumatici (come si desume dal loro nome « MP »: matériel sur pneumatiques) e quattro su comuni rotaie in ferro (« MF »: matériel sur fer). Dall'istituzione della RATP nel 1949, le cifre che seguono le prime due lettere designano l'anno di concezione.

## Storia
In origine, il materiale che circolava sulla rete metropolitana non era troppo diverso dai comuni tram: carrozze corte di legno, struttura leggera, rodiggio a due assi. Dal 1908 tale materiale fu sostituito dai cosiddetti convogli Sprague-Thomson, creati specificatamente per il metrò parigino: carrozze metalliche lunghe, motrici potenti e a comando multiplo. Per mancanza di fondi, tale materiale resterà in esercizio fino al 1980. Dagli anni 1950 si misero tuttavia a punto diverse innovazioni atte a massimizzare le potenzialità del metrò: intensificazione delle frequenze, sviluppo di convogli a pneumatici. Nel 1998 fu messo in servizio il primo convoglio senza conducente.

### I primi materiali

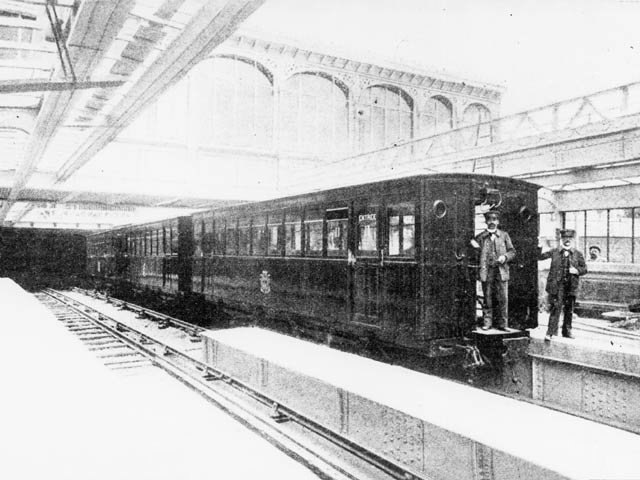
Vettura di tipo 100 alla fermata Bastille nel 1900

Nel 1900, all'apertura del metrò, la linea era servita con del materiale commissionato nel 1899 agli Ateliers de Construction du Nord de la France per le motrici, e alla Società Franco-Belga per i rimorchi. Il parco era di 161 vetture, di cui 34 motrici di seconda classe (numerate da M1 a M34), 12 motrici a comando doppio (numerate da MM1a MM12), 74 rimorchi di seconda classe (B), 31 rimorchi di prima classe (A) e 10 rimorchi misti (AB).
Questi treni erano in tutto e per tutto equiparabili ai tram allora in uso: vetture corte (meno di nove metri) struttura in legno e solo due assi. Le motrici erano equipaggiate con due motori elettrici capaci di sviluppare una potenza di 125 cavalli, alimentati mediante terza rotaia, e tiravano fino a 4 vetture. La frenatura era assicurata tramite un impianto ad aria compressa Westinghouse. Le carrozze avevano due porte (una per lato), le motrici quattro, tutte a battente unico.
Rapidamente ci si rese conto che le porte a battente unico rallentavano le operazioni di carico e scarico dei passeggeri. Il problema fu risolto nel 1902, introducendo su tutto il parco mezzi le porte a doppio battente. Il crescente successo del metrò costrinse inoltre ad allungare i treni, rendendo necessaria l'aggiunta di una seconda motrice, facendo emergere la necessità di una soluzione per comandare simultaneamente due unità di trazione. A tal scopo fu messo a punto il sistema Thomson double, che consentiva il controllo della seconda motrice dalla prima tramite un lungo cavo che attraversava tutto il treno. L'arrivo delle più potenti motrici note come 100 e 200 permise poi di allungare i treni fino a otto carrozze.
Un incidente mortale avvenuto nel 1903 alla fermata Couronnes spinse il gestore delle linee a ritirare tali mezzi dalla circolazione, i cui circuiti elettrici furono giudicati poco affidabili.

#### I treni Sprague-Thomson

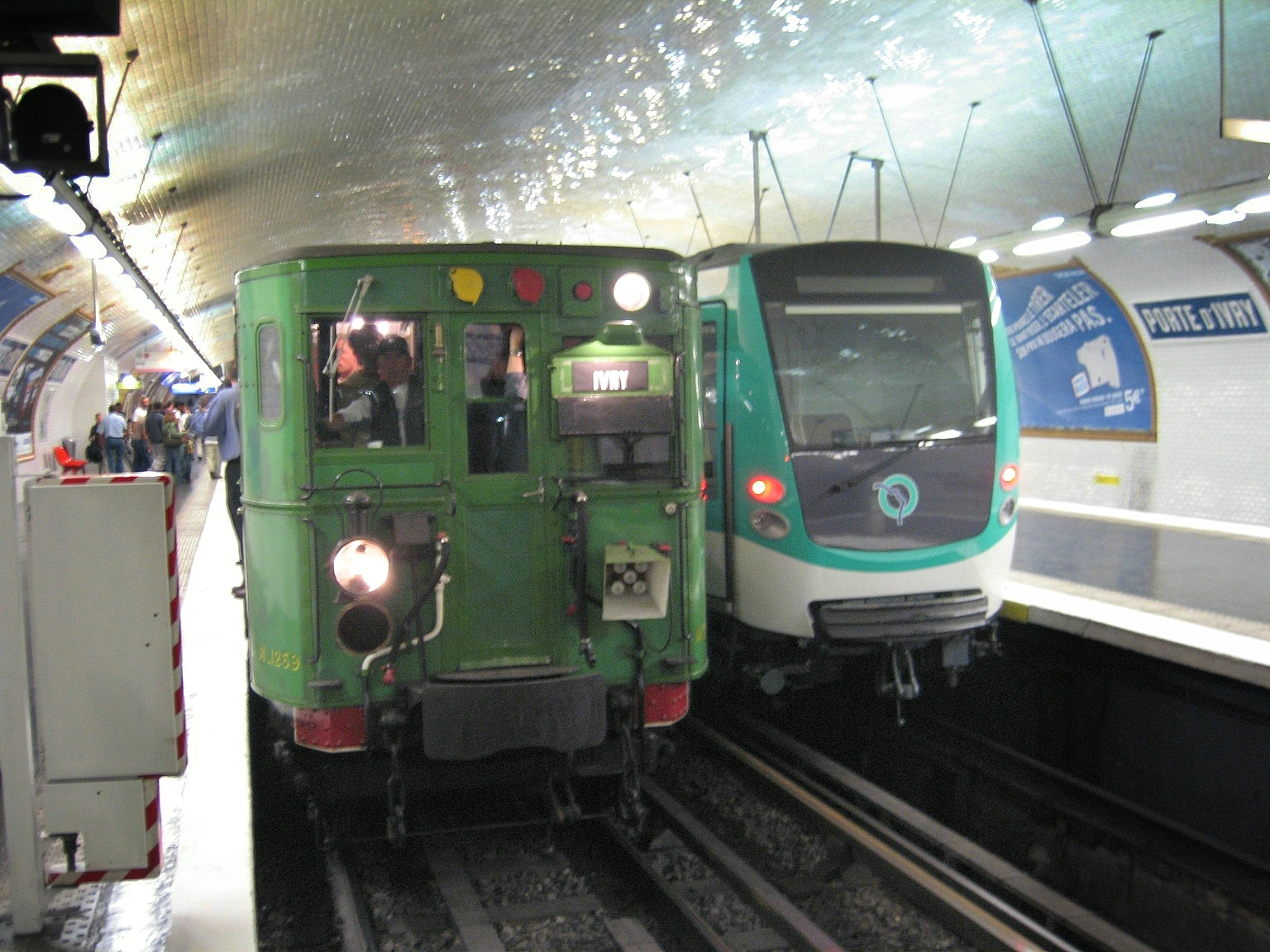
Antico convoglio Sprague-Thomson accanto a un moderno MF 01 in linea a Porte d'Ivry

Dal 1908 furono introdotti in circolazione i convogli costruiti dalla fabbrica Sprague-Thomson (noti come serie 500-600 e poi 800-1000), che restarono in servizio fino al 1983, e sono a tutt'oggi utilizzati in circostanze speciali. Questi convogli, che hanno profondamente segnato la storia della rete metropolitana parigina, dispongono di carrozze lunghe 13.60 m e motrici a comando multiplo simultaneo. L'impianto elettrico si trova sotto la cassa e il posto di guida è piuttosto angusto. Ogni motrice è dotata di quattro motori da 175 cavalli ciascuno.  Le vetture di prima classe adottavano una livrea gialla o rossa, quelle di seconda grigia o verde.

### Il materiale si modernizza

#### I treni articolati
Dopo la seconda guerra mondiale, che aveva fermato l'ammodernamento dei mezzi (l'ultima consegna era avvenuta nel 1936), il traffico e la frequentazione iniziarono ad aumentare. La neocostituita RATP scelse di investire sui treni separabili in due convogli distinti che dovevano rendere più efficiente il servizio, adattando la lunghezza dei treni alla presenza di pubblico ed intensificando la frequenza delle corse. Sulla linea 13, scelta per sperimentare questo materiale, i treni erano di cinque vetture: per fare un treno separabile in due moduli ne occorrevano sei, più corte. Tra il 1952 e il 1953 furono consegnati 40 treni. Fino al 1972 tali mezzi venivano ridotti a un solo modulo la sera e la domenica mattina, consentendo di aumentare la frequenza delle corse.

#### I treni su pneumatici

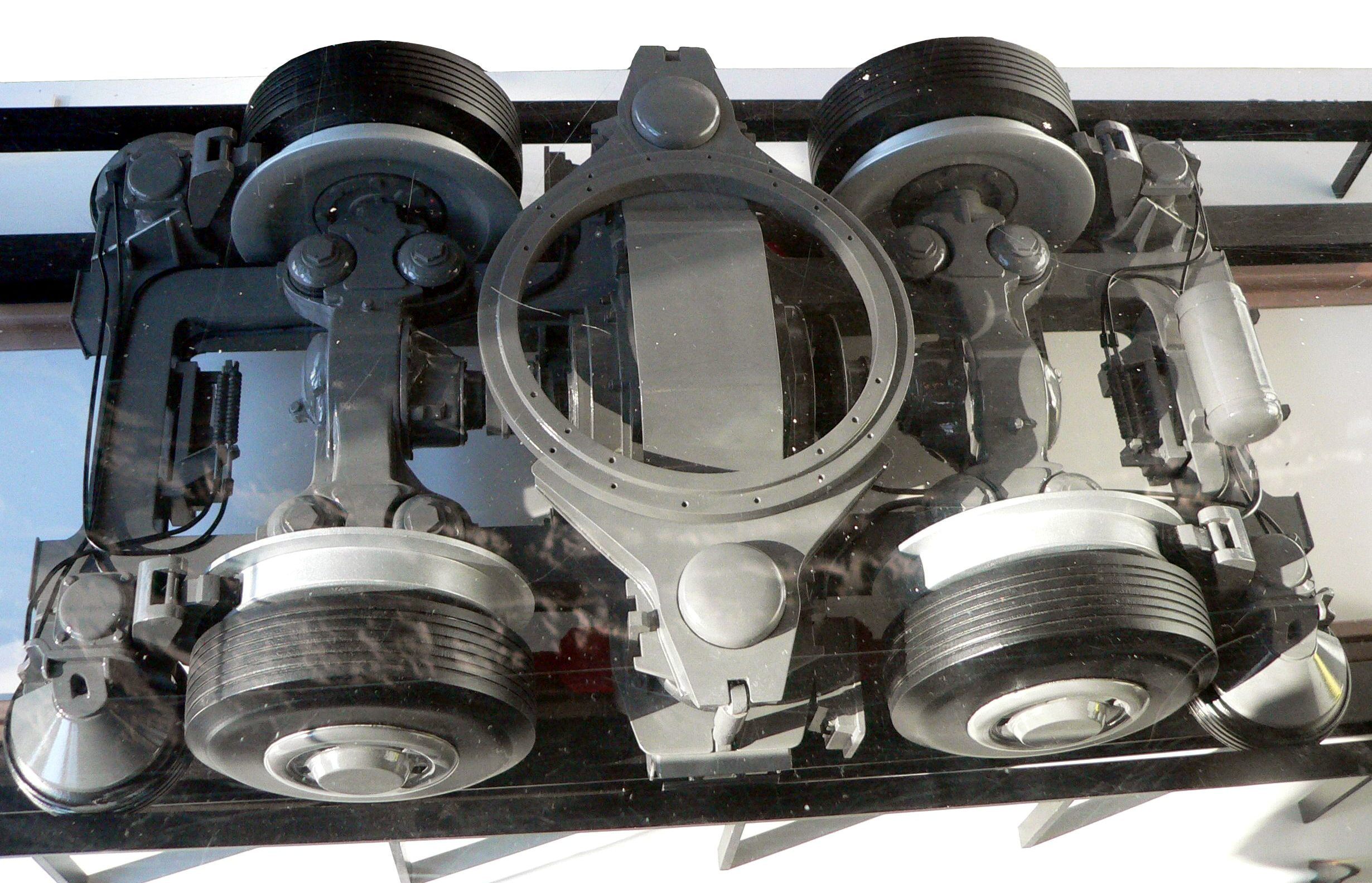
Carrello a pneumatici di un treno tipo MP 89

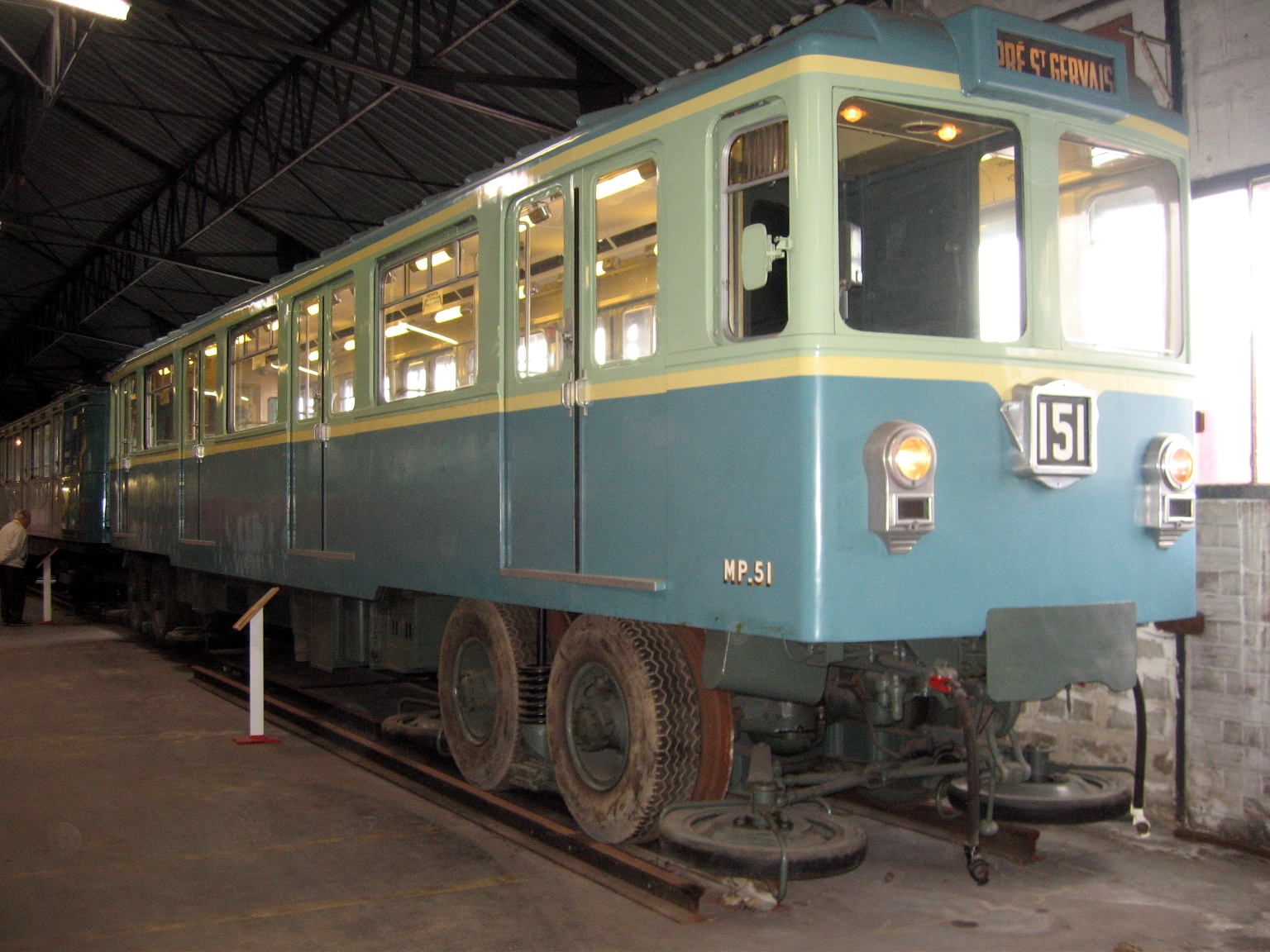
L'MP 51, primo treno su pneumatici della metropolitana parigina

Come già detto, nei tardi anni 1940 la RATP doveva far fronte a una richiesta di corse sempre più elevata. Per accrescere la capienza delle linee bisognava ottimizzare le capacità di accelerazione e di frenata dei treni. L'uso di pneumatici al posto delle ruote in ferro era una delle soluzioni proposte; l'altra era quella di rendere tutte le ruote motrici (giudicata troppo impegnativa).
La metropolitana su gomma dispone di carrelli con quattro comuni ruote ferroviarie in ferro e quattro ruote a pneumatici situate più all'esterno. Le ruote con le gomme rotolano su apposite "piste", mentre le ruote in ferro stanno sospese sopra alle rotaie metalliche che vengono mantenute ed entrano in funzione in caso di foratura. La tenuta del binario è garantita da quattro ruotini posizionati orizzontalmente che rotolano su delle barre di ferro posizionate ai lati delle "piste" degli pneumatici.
Lo pneumatico consente accelerazioni e frenate più efficienti rispetto alla ruota di ferro ma si consuma più rapidamente, sviluppa più calore e comporta dunque costi di manutenzione maggiori. Altro vantaggio è tuttavia la silenziosità, molto utile nei tratti di linea all'aria aperta.
Il primo prototipo di metropolitana su gomma (MP 51) fu testato tra il 1950 e il 1954. I risultati soddisfacenti spinsero la RATP a intraprendere, nel 1956, la conversione ai convogli con pneumatici della linea 11 (con l'introduzione dei mezzi MP 55). Questa linea era relativamente poco frequentata, ma per le sue caratteristiche (rampe frequenti e curve strette) era l'ideale per verificare l'efficacia del ritrovato. Negli anni successivi furono convertite le linee più frequentate (1 e 4) con convogli MP 59, e la linea 6 con treni MP 73 (in questo caso per ridurre il rumore della linea, che corre perlopiù all'aperto).
Sempre in questo periodo viene sperimentato e poi implementato un nuovo sistema per il controllo automatico della marcia dei treni.

#### MF 67: il "metrò blu"

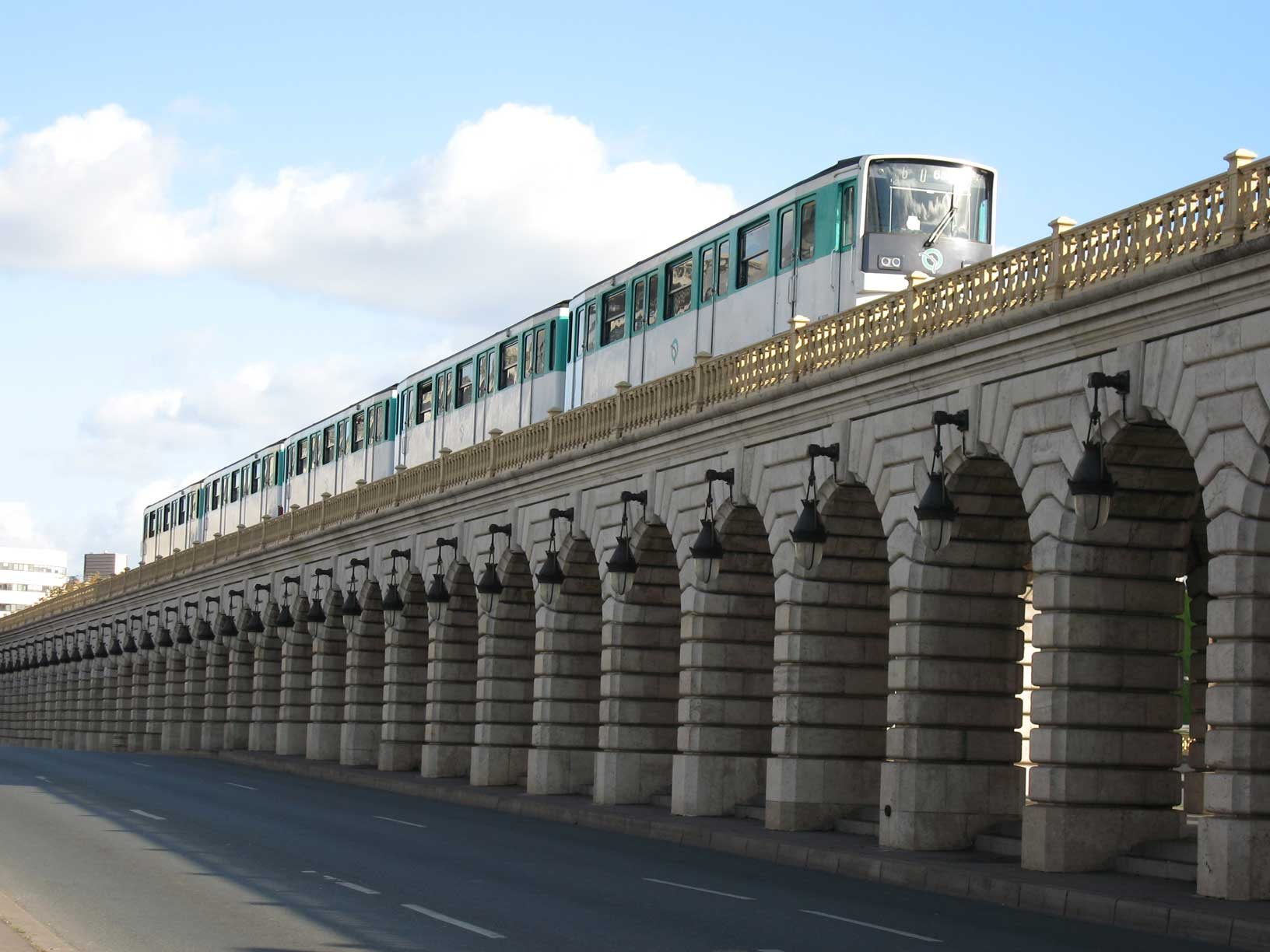
Treno MP 73 della linea 6 in corsa sul viadotto di Bercy

La conversione agli pneumatici delle linee del metrò si fermò presto a causa dei costi proibitivi e della difficoltà tecnica dell'operazione. Furono pertanto commissionati altri treni a ruote di ferro. I progressi fatti nella concezione dei carrelli e delle sospensioni consentivano a questi nuovi treni rese molto simili a quelli su gomma. Questi nuovi convogli, commissionati nel 1967, andarono ad integrare il parco delle linee 3, 7, 9, 10 e 13. Inizialmente colorati di verde bottiglia (2ª classe) o giallo (1ª classe), furono poi dipinti di bianco e blu (da cui il loro soprannome di "metrò blu") negli anni 1980, per poi passare al bianco-verde giada tipico dei mezzi RATP negli anni 1990.
I primi convogli MF 67 avevano le vetture tutte motrici (MF67A). Gli alti costi spinsero in seguito ad optare per una più classica configurazione a due motrici e tre rimorchi; ciò fu fatto smembrando i primi convogli ed unendoli a delle nuove carrozze (denominazione MF67B e MF67C, a seconda della posizione delle motrici). I treni riassemblati, che circolano sulle linee 3, 10 e 12 sono facilmente riconoscibili per la fanaleria anteriore diversa da quella posteriore.

#### MF 77: il "metrò bianco"

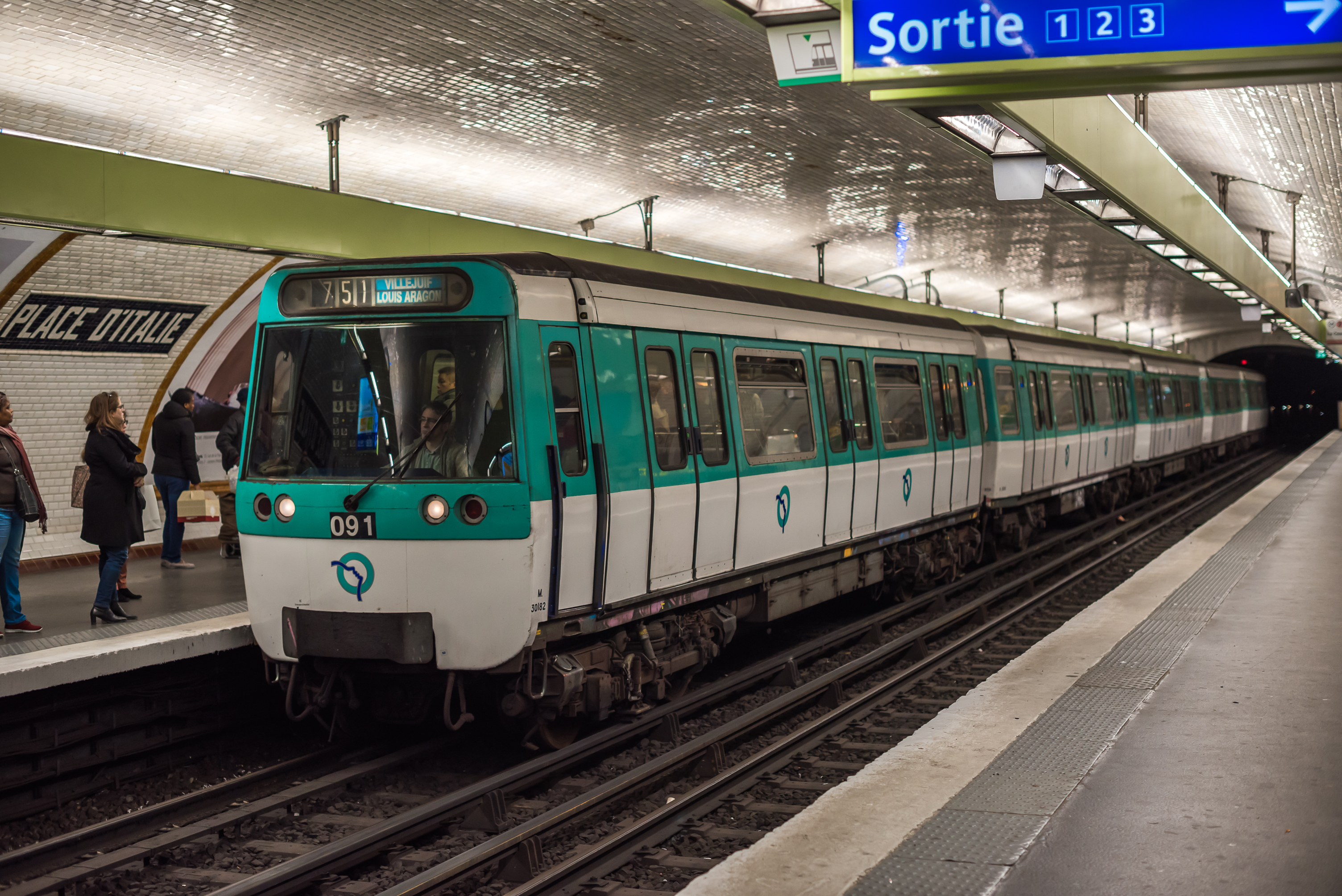
Treno MF 77 della linea 7 in sosta a Place d'Italie.

Questi treni furono commissionati per linee sviluppate considerevolmente nella banlieue parigina, e dunque caratterizzate da stazioni più lontane tra di loro, con una conseguente necessità di velocità di punta maggiori. Particolarmente curata l'ergonomia: l'allestimento dei treni fu fatto in base alle risposte date dai passeggeri stessi su un questionario.
Questi potenti convogli (1500 kW) sono immediatamente riconoscibili per la loro livrea bianca e la forma bombata, scelta per ampliare le dimensioni della cabina, ed operano sulle linee 7, 8 e 13. Dal 2007 è in atto il loro riallestimento.

#### Il BOA e l'MF 88

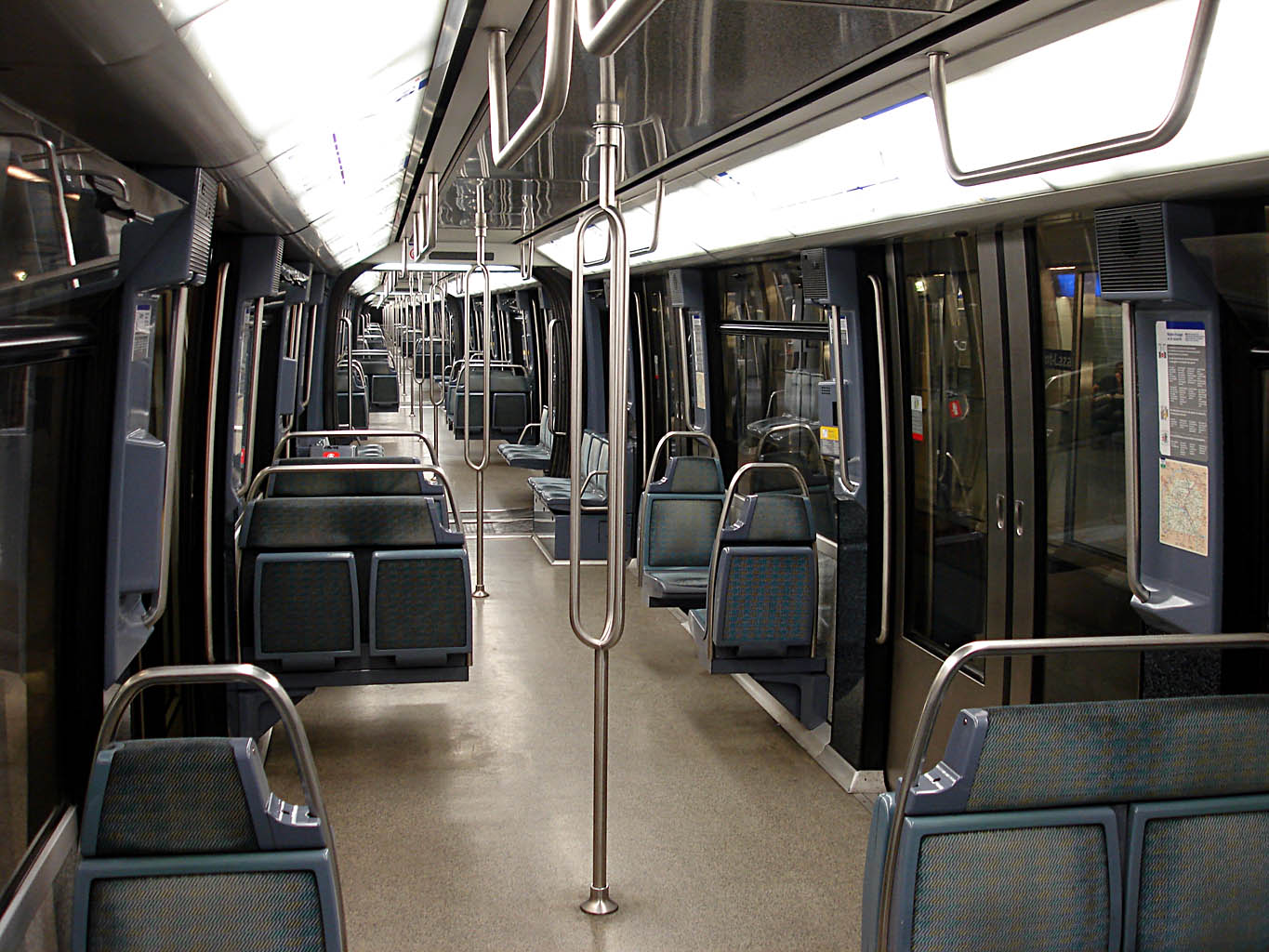
Interno di un treno MP 89 CA della linea 14

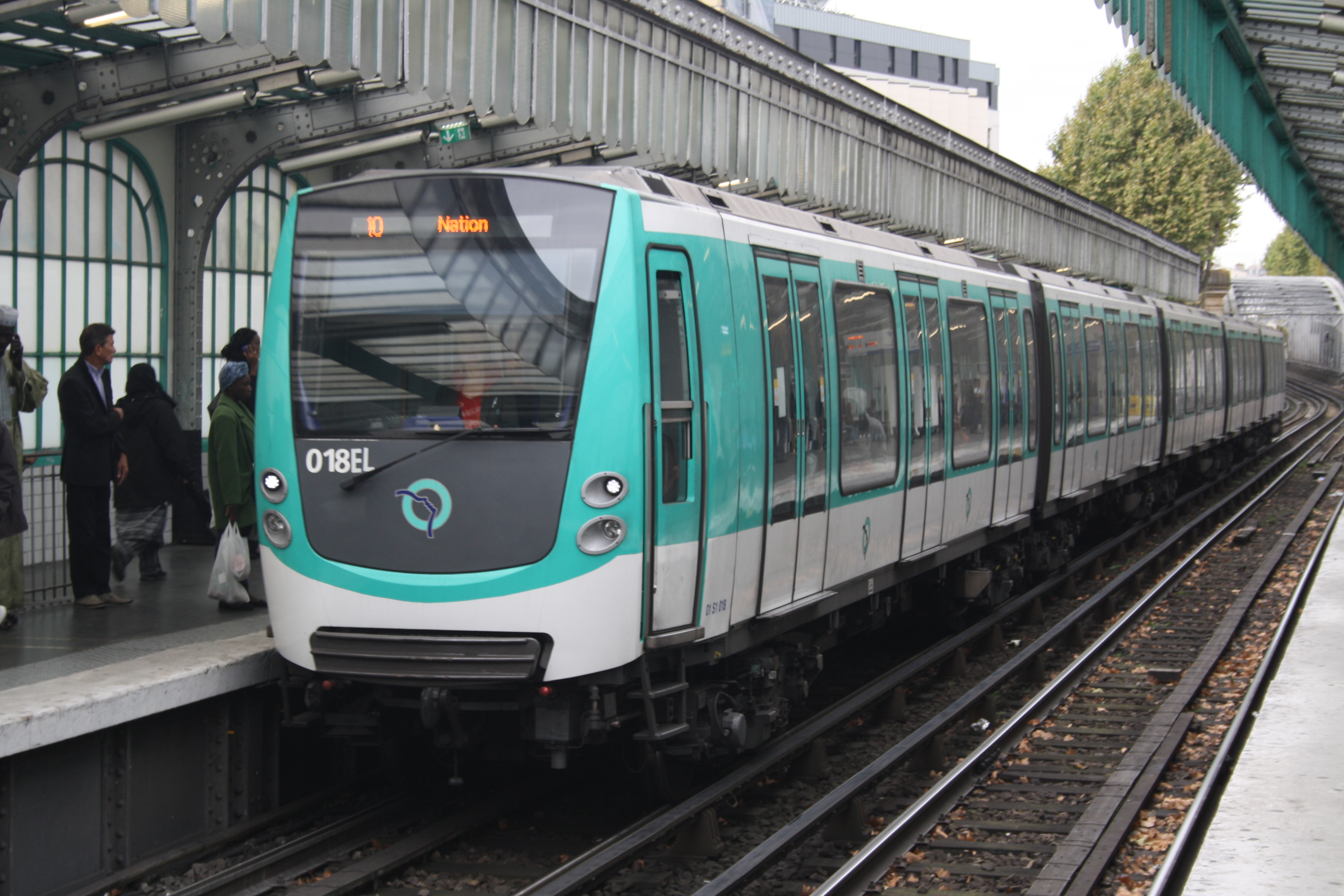
Treno MF 01 delle linee 2, 5 e 9 in sosta a Stalingrad.

Allo scopo di sostituire l'ormai vetusto MF 67, che operava allora su 11 linee, la RATP realizzò nel 1985 un prototipo: il cosiddetto BOA. Questo treno era caratterizzato dalle carrozze intercomunicanti (per aumentare la capienza) e per l'uso di assali orientabili in luogo dei carrelli, per limitare il rumore e l'usura dei binari nelle curve strette, molto frequenti sulla rete metropolitana parigina.
La serie dei treni MF 88 (nove convogli da tre vetture) messa in servizio a partire dal 1993 sulla piccola linea 7bis costituisce la prima applicazione pratica di questo concetto. Dotati di assali orientabili, di carrozze intercomunicanti, di motorizzazione asincrona e di un sistema di recupero dell'energia cinetica, questo treno fu tuttavia un mezzo fallimento a causa degli alti costi di manutenzione.

#### L'MP 89
Si preferì dunque puntare sui convogli a pneumatici, con il tipo MP 89, che fu messo in servizio sulla linea 1 nel 1997 e sulla 14 nel 1998 (in questo caso senza conduttore). Del BOA, questo treno riprende le carrozze intercomunicanti e l'allestimento interno. Come per gli MF 88 le carrozze sono realizzate in alluminio. I convogli constano di sei vetture (otto sulla linea 14) e sviluppano una potenza di 2000 kW. Per far circolare in tutta sicurezza i convogli senza macchinista, le stazioni della linea 14 sono dotate di porte di banchina che si aprono solo quando vi è un treno fermo in loro corrispondenza.

#### L'MF 01
L'MF 01 è il treno che ha progressivamente rimpiazzato gli MF 67 sulle linee 2, 5 e 9 dal 2007. Anche questo treno ha le carrozze intercomunicanti. Sono concepiti per essere condotti manualmente. Dispongono di ventilazione refrigerata (al posto del comune climatizzatore). I sedili sono meno numerosi rispetto al solito e le carrozze sono perfettamente insonorizzate. Ogni convoglio ha tre motrici dalla potenza di 1800 kW l'una e due vagoni. È stato concepito e prodotto da un consorzio di aziende capeggiato da Alstom e Bombardier Transportation con Areva TA. La loro introduzione è partita nel 2008.

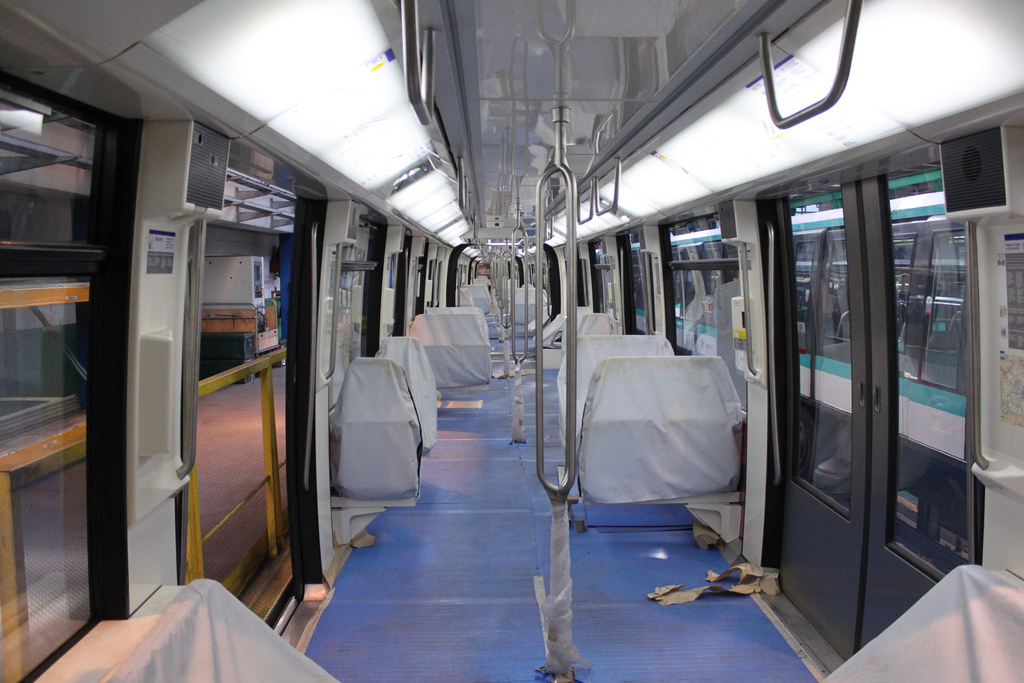
Interno di un treno MP 05 al deposito di Fontenay

#### L'automatizzazione della linea 1
Nei primi anni 2000, nell'ottica della progettata automatizzazione della linea 1, la RATP iniziò a pensare al modo di mettere in pratica questa soluzione: tra la conversione dei treni MP 89 CC e l'ordine di nuovi treni, l'azienda scelse la seconda ipotesi, allo scopo di trasferire gli MP 89 CC, in servizio oggi sulla linea 1, alla linea 4. Ciò ha permesso l'alienazione dei treni MP 59 sulla linea 4, ormai troppo vetusti; questi però sono ancora in servizio sulla linea 11. La linea 1 è dunque passata alla gestione automatica dal 26 dicembre 2012.

## Parco mezzi attuale
Ad oggi circolano due tipi di treno:
- i Matériels sur pneumatiques (treni su gomma), identificati come MP, che circolano su linee adattate allo scopo;
- i Matériels fer (treni su ferro) o MF che circolano su comuni linee a scartamento standard.

A questi nomi viene aggiunto un numero in funzione dell'anno di ideazione.
Ad esempio: MF 77 = treno su ferro ordinato nel 1977, MP 89 = treno su gomma ordinato nel 1989.
| Nome | Anni di costruzione | Linee | Numero di convogli | Configurazione                                                                                      | Note |
| --- | ------------------- | ----- | ------------------ | --------------------------------------------------------------------------------------------------- | --- |
| MP 59 | 1963-1968           |       | 24                 | M+N+A+M                                                                                             | Saranno sostituiti dai MP 14 |
| MP 73 | 1974-1976           |       | 46                 | M+N+A+B+M M+N+A+M                                                                                   | Saranno sostituiti dai MP 89 (ex linea 4, sulla linea 6) e dai MP 14 (sulla linea 11)                                                                                          |
| MP 89 | 1997-2000           |       | 73                 | S+N+N+N+N+S (Configurazione a 6 casse originale) / S+N+N+N+S (Configurazione a 5 casse per Linea 6) | In versione CC (condotta con conduttore) sulla linea 6 e 4 (destinati ad essere trasferiti tutti sulla linea 6) e in versione CA (condotta automatica) sulla linea 4 dal 2022. |
| MP 05 | 2011-2015           |       | 67                 | S+N+N+N+N+S                                                                                         | Convoglio sostanzialmente analogo al mezzo MP 89 CA, da cui si differenzia per il sistema di trazione e per i colori degli allestimenti interni.                               |
| MF 67 | 1967-1976           |       | 139 + 6            | M+B+NA+B+M M+N+A+B+M S+N+NA+N+S M+N+NA+N+M M+B+M                                                    | Saranno sostituiti dai MF 19; dei 6 convogli aggiuntivi, 5 servono ad istruire i conduttori e 1 è speciale.                                                                    |
| MF 77 | 1978-1986           |       | 196                | M+B+NA+B+M                                                                                          | Saranno sostituiti dai MF 19 |
| MF 88 | 1992-1994           |       | 8                  | M+B+M                                                                                               | Saranno sostituiti dai MF 19 |
| MF 01 | 2008-2017           |       | 173                | S+N+N+N+S                                                                                           | |
| Legenda: MF = Matériel sur Fer, treno su ferro · MP = Matériel sur Pneumatique, treno su gomma · M = carrozza motrice con cabina conducente · S = carrozza semipilota/rimorchiata con cabina conducente · N = carrozza motrice intermedia ex 2ª classe · NA = carrozza motrice intermedia ex 1ª classe · A = carrozza rimorchiata ex 1ª classe · B = carrozza rimorchiata ex 2ª classe · AB = carrozza rimorchiata mista ex 1ª e 2ª classe |                     |       |                    | | |

### Treni su gomma
Legenda: M = carrozza motrice · R = carrozza rimorchiata

#### MP 59

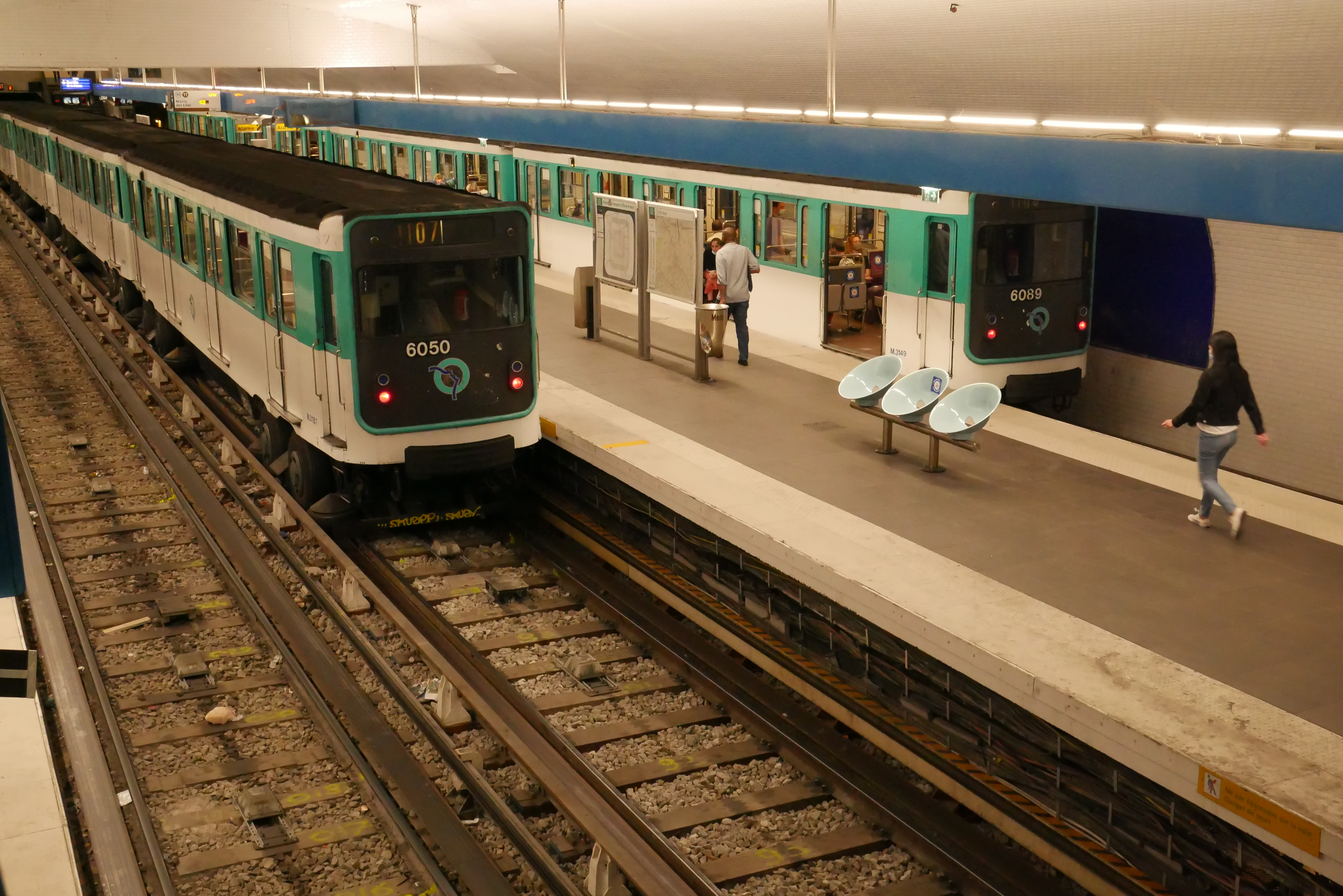
MP 59 alla fermata Châtelet.

- Parco totale: 100 treni
- Ritirati: 76 treni
- In servizio: 24 treni

| Linee | Anni di costruzione | Numero di convogli | Configurazione | Note                         |
| ----- | ------------------- | ------------------ | -------------- | ---------------------------- |
|       | 1963-1964           | 24                 | M+M+R+M        | Saranno sostituiti dai MP 14 |

#### MP 73

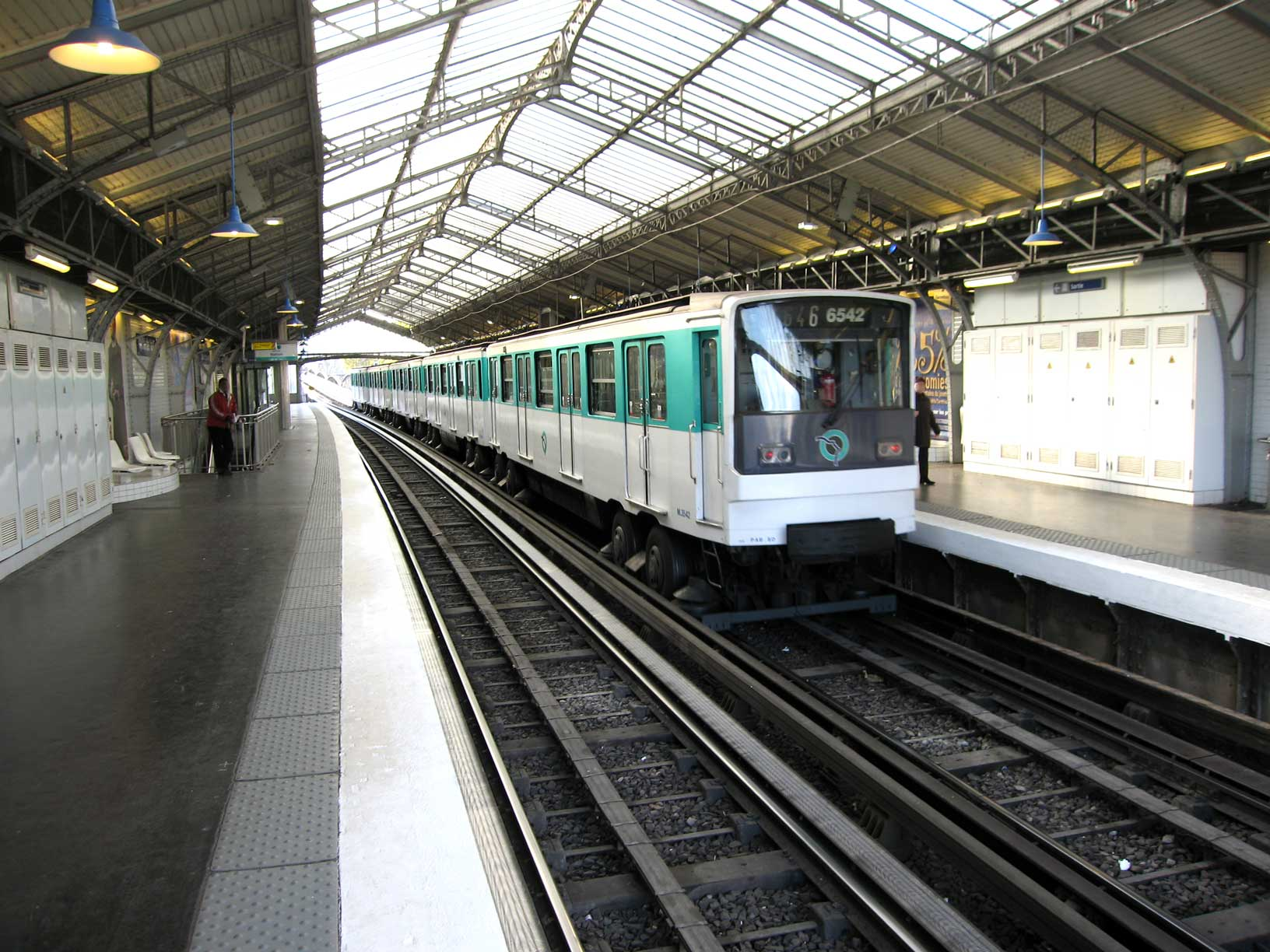
Un MP 73 alla stazione Quai de la Gare.

- Parco totale: 50 treni
- Ritirati: 4 treni
- In servizio: 46 treni

| Linee | Anni di costruzione | Numero di convogli | Configurazione | Note                                                     |
| ----- | ------------------- | ------------------ | -------------- | -------------------------------------------------------- |
|       | 1974-1976           | 45                 | M+M+R+R+M      | Saranno sostituiti dai MP 89 (ex linea 4, sulla linea 6) |
|       | 1974-1976           | 1                  | M+M+R+M        | Saranno sostituiti dai MP 14 (sulla linea 11)            |

#### MP 89
- Parco totale: 73 treni
- Ritirati: 0 treni
- In servizio: 73 treni

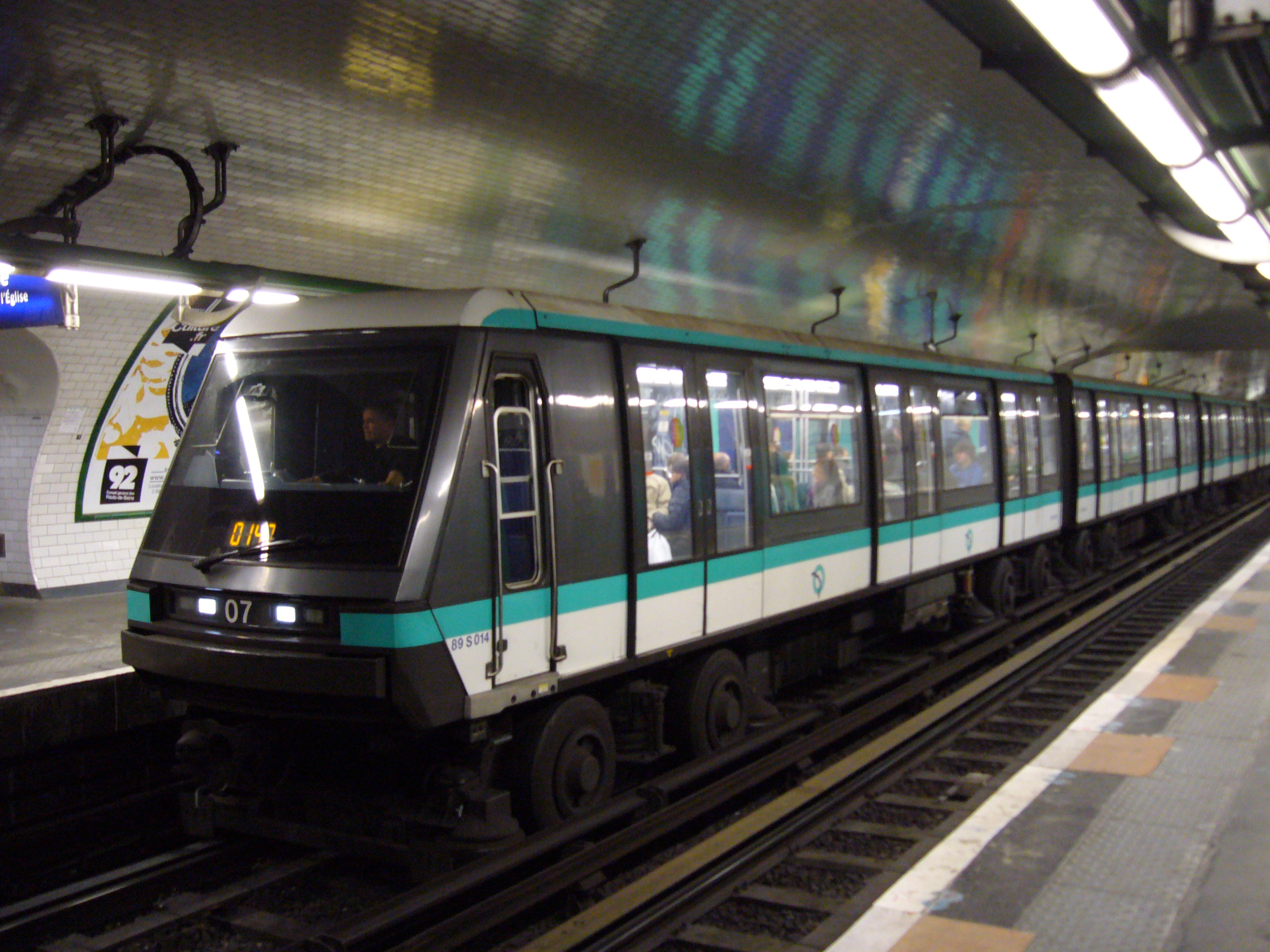
Un MP 89 a Pont de Neuilly.

- Sottotipi: MP 89 CC (CC sta per Conduite Conducteur, ovvero con macchinista) e MP 89 CA (Conduite Automatique, cioè senza macchinista)

| Linee | Sottotipo | Anni di costruzione | Numero di convogli | Configurazione | Note                    |
| ----- | --------- | ------------------- | ------------------ | -------------- | ----------------------- |
|       | MP 89 CC  | 1996-2000           | 52                 | R+M+M+M+M+R    | Condotta con conduttore |
|       | MP 89 CA  | 1994-2000           | 21                 | R+M+M+M+M+R    | Condotta automatica     |

#### MP 05

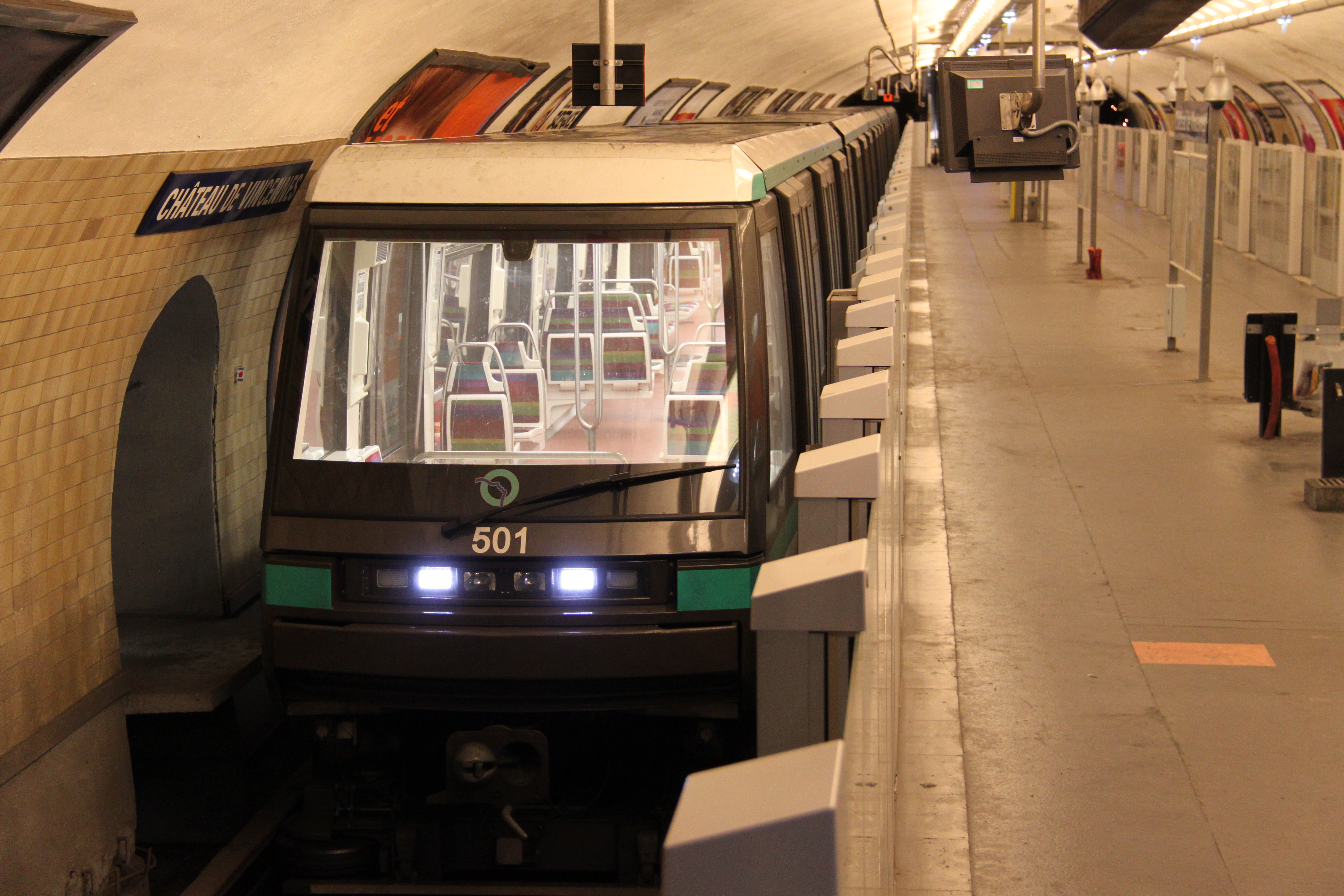
Un MP 05 a Chateau de Vincennes.

- Parco totale: 67 treni
- Ritirati: nessuno
- In servizio: 67 treni

| Linee | Anni di costruzione | Numero di convogli | Configurazione | Note |
| ----- | ------------------- | ------------------ | -------------- | ---- |
|       | 2008-2013           | 56                 | R+M+M+M+M+R    |      |
|       | 2014-2015           | 11                 | R+M+M+M+M+R    |      |

### Treni su ferro
Legenda: M = carrozza motrice · R = carrozza rimorchiata

#### MF 67
- Parco totale: 290 treni
- Ritirati: 145 treni

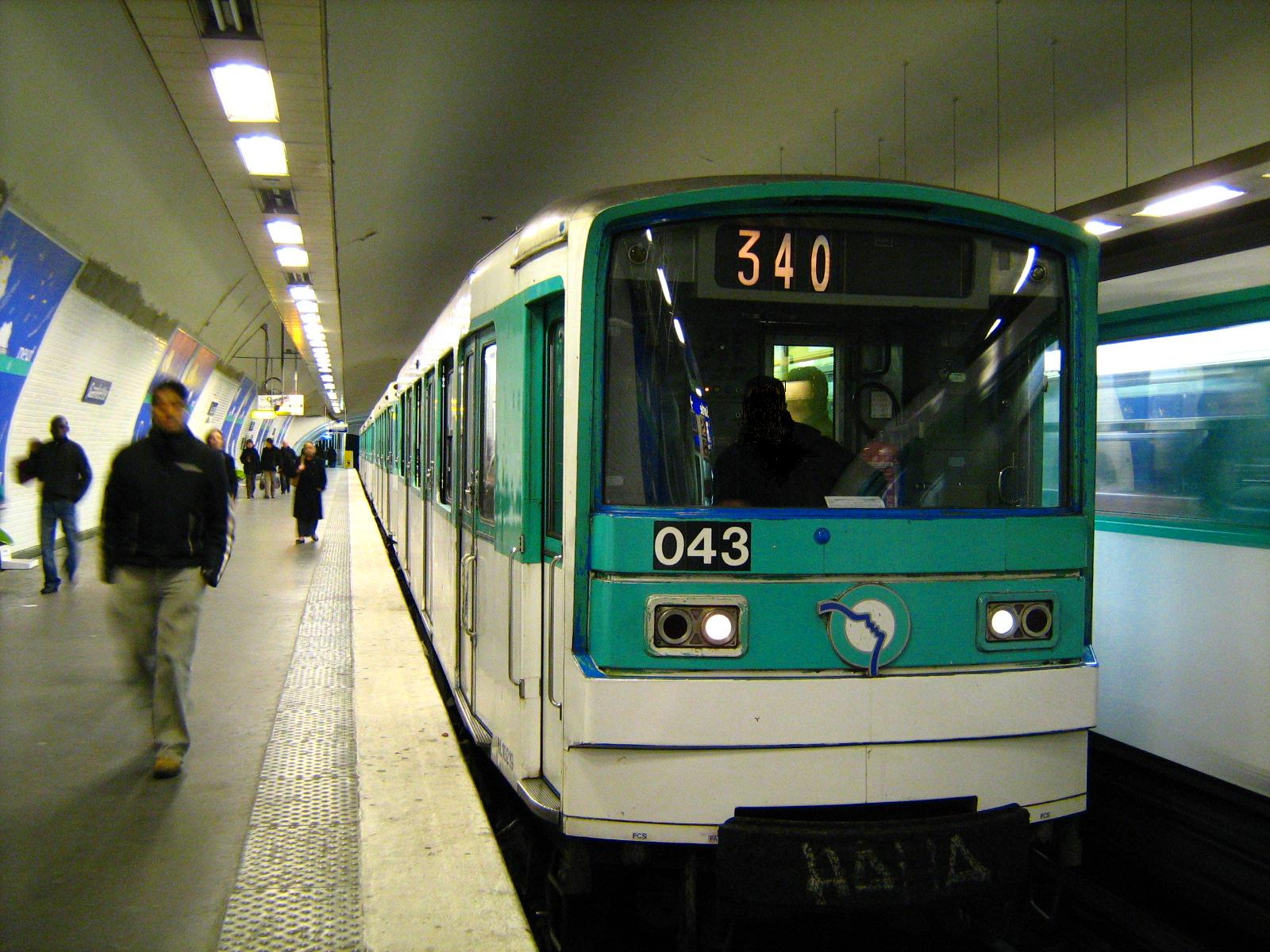
Un MF 67 a Gambetta.

- In servizio: 145 treni, di cui 5 senza affettazione, 5 per la formazione e 1 speciale

| Linee           | Anni di costruzione | Numero di convogli | Configurazione      | Note                                  |
| --------------- | ------------------- | ------------------ | ------------------- | ------------------------------------- |
|                 | 1967-1976           | 43 4               | M+R+M+R+M R+M+M+M+R |                                       |
|                 | 1967-1976           | 6                  | M+R+M               |                                       |
|                 | 1967-1976           | 31                 | R+M+M+M+R           |                                       |
|                 | 1967-1978           | 50                 | M+M+R+R+M           |                                       |
|                 |                     | 5                  |                     | Senza affettazione                    |
| USFRT           |                     | 5                  | M+M+R+R+M           | Convogli utilizzati per la formazione |
| La Villette MVI |                     | 1                  | M+R+M+M             | Detto "Convoi d'Auteuil"              |

#### MF 77

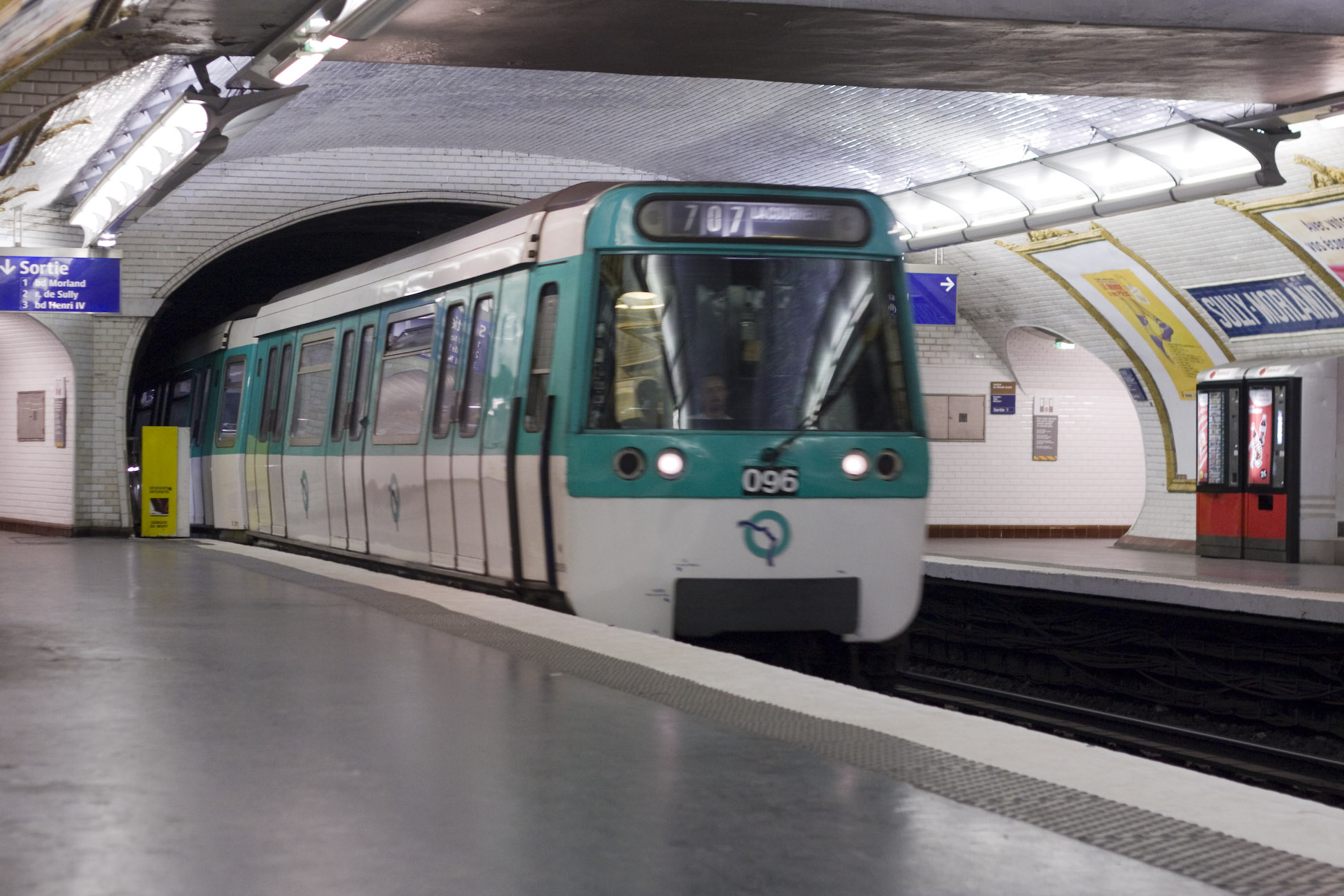
Un MF 77 alla fermata Sully - Morland.

- Parco totale: 197 treni
- Ritirati: 1 treno
- In servizio: 196 treni

| Linee | Anni di costruzione | Numero di convogli | Configurazione | Note |
| ----- | ------------------- | ------------------ | -------------- | ---- |
|       | 1978-1986           | 71                 | M+R+M+R+M      |      |
|       | 1978-1986           | 59                 | M+R+M+R+M      |      |
|       | 1978-1986           | 66                 | M+R+M+R+M      |      |

#### MF 88

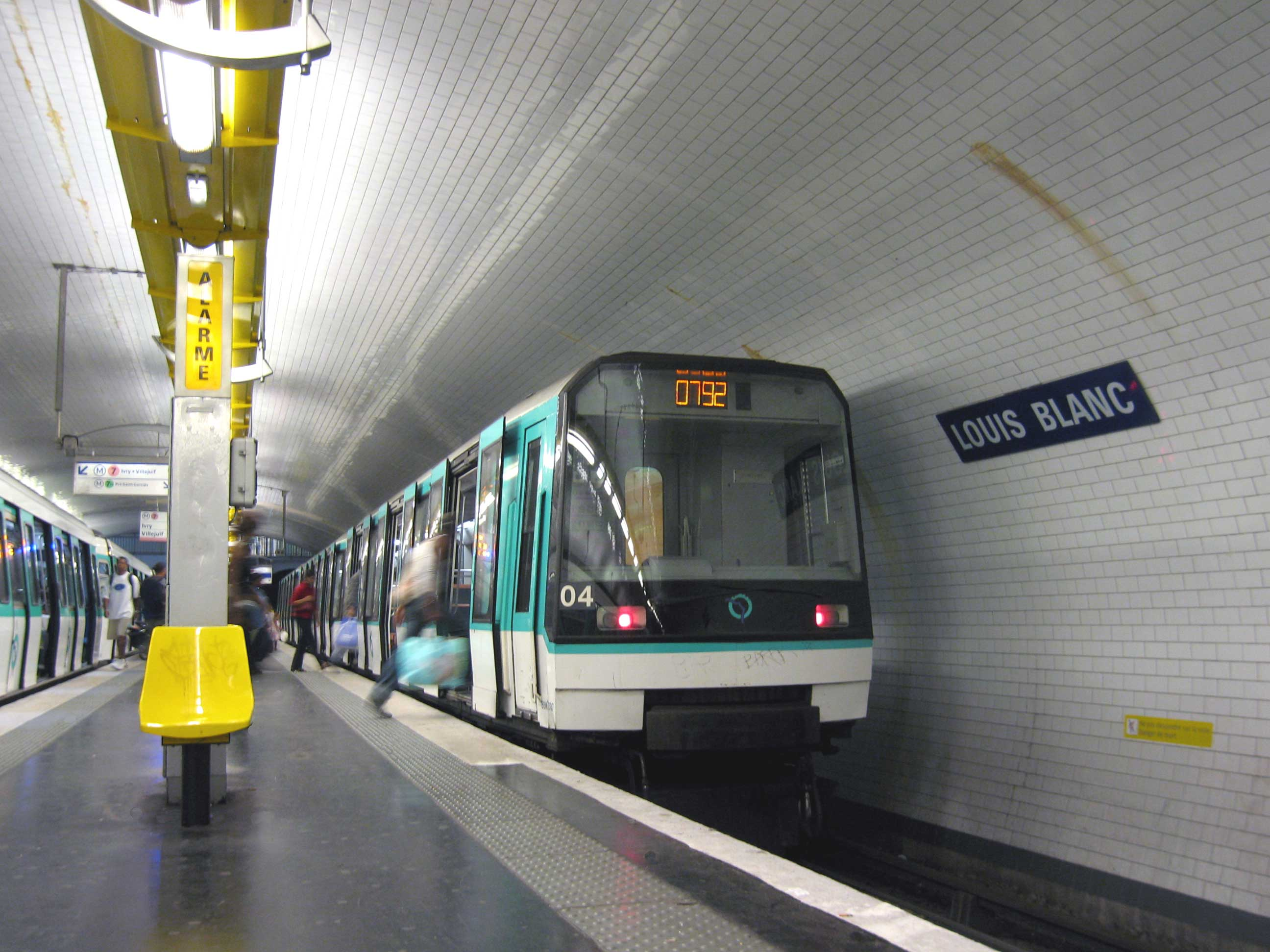
Un MF 88 in transito a Louis Blanc.

- Parco totale: 9 treni
- Ritirati: nessuno
- In servizio: 9 treni

| Linee | Anni di costruzione | Numero di convogli | Configurazione | Note |
| ----- | ------------------- | ------------------ | -------------- | ---- |
|       | 1992-1994           | 9                  | M+R+M          |      |

#### MF 01

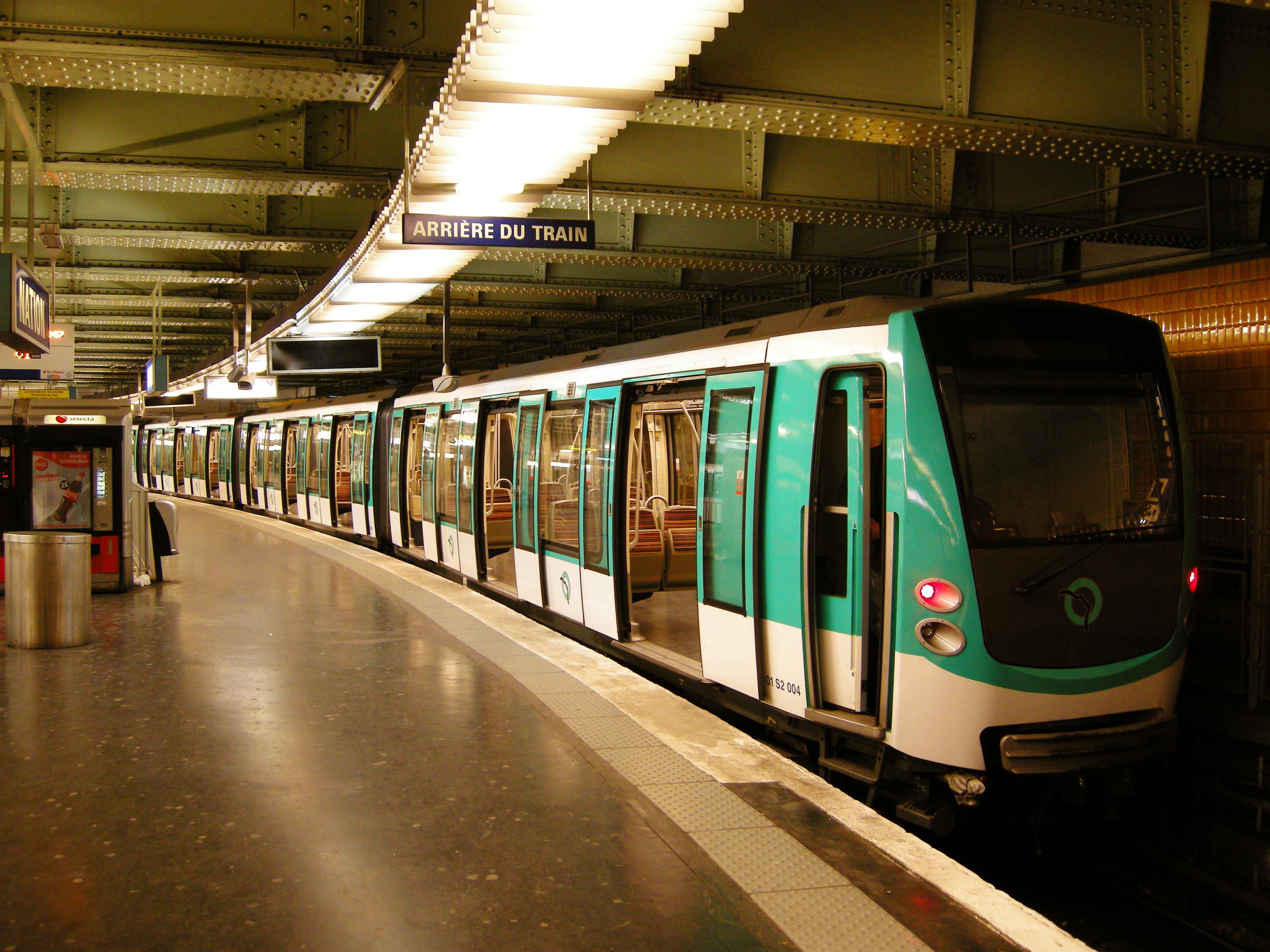
Un MF 01 alla fermata Nation.

- Parco totale: 173
- Ritirati: nessuno
- In servizio: 173 treni

| Linee | Anni di costruzione | Numero di convogli | Configurazione | Note |
| ----- | ------------------- | ------------------ | -------------- | ---- |
|       | 2008-2011           | 46                 | R+M+M+M+R      |      |
|       | 2011-2013           | 52                 | R+M+M+M+R      |      |
|       | 2013-2017           | 75                 | R+M+M+M+R      |      |

## Assortimento del materiale

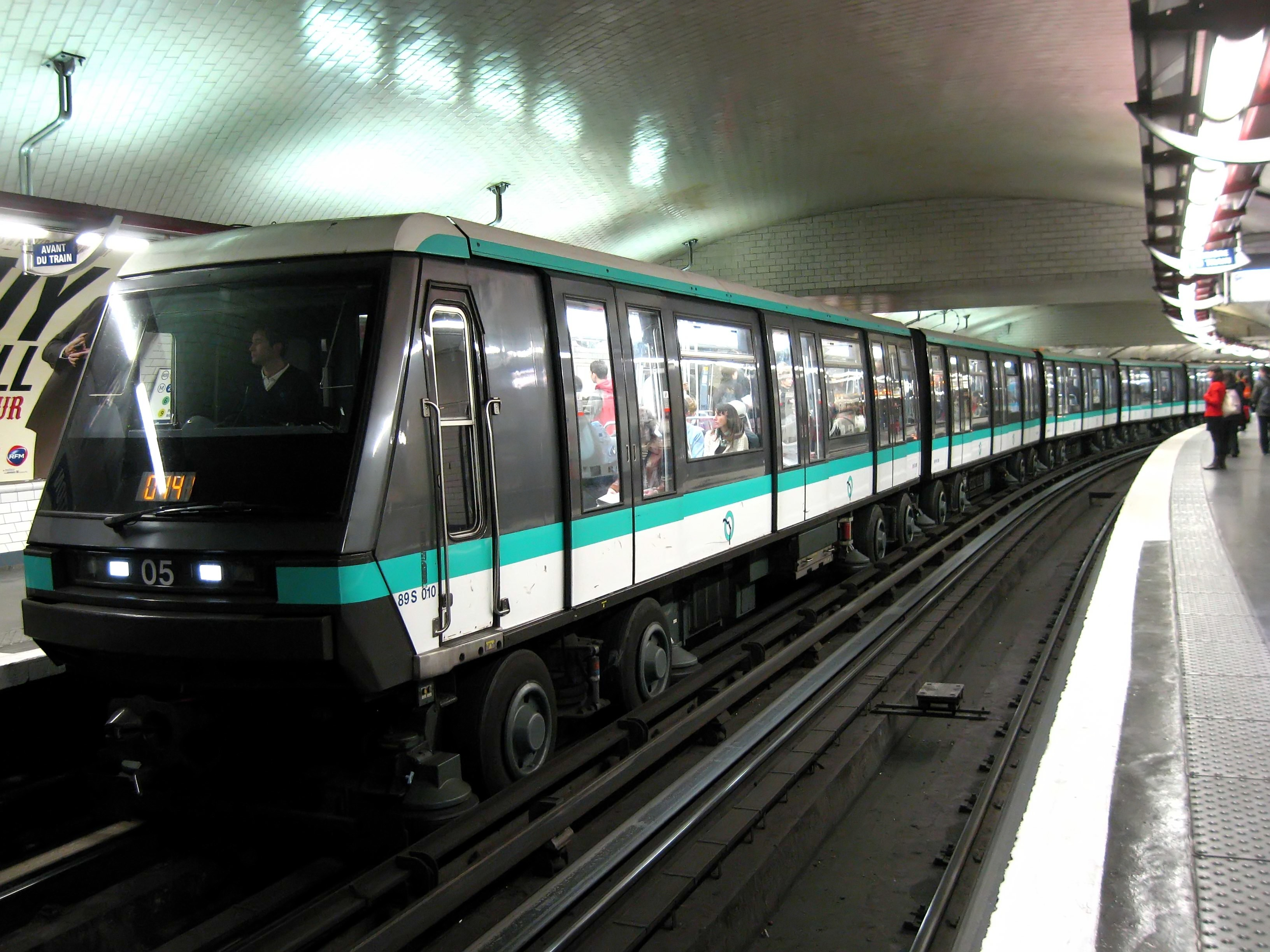
Convoglio MP 89 a Nation, linea 1.

### Codici di identificazione
Ogni carrozza è identificata da un codice alfanumerico, con una o due lettere seguite da un numero progressivo. Anche se dal 1991 non esiste più la prima classe, i convogli costruiti prima di questa data mantengono l'identificazione originaria:
- M indica una carrozza motrice di estremità con cabina conducente;
- S indica una carrozza semipilota/rimorchiata di estremità con cabina conducente;
- N indica una carrozza motrice intermedia (senza cabina) ex 2ª classe;
- NA indica una carrozza motrice intermedia (senza cabina) ex 1ª classe;
- A indica una carrozza rimorchiata intermedia (senza cabina) ex 1ª classe;
- B indica una carrozza rimorchiata intermedia (senza cabina) ex 2ª classe;
- AB indica una carrozza rimorchiata intermedia mista ex 1ª e 2ª classe

### Composizione
Convogli con pneumatici:
- MP 51: M
- MP 55: M-M-R-M (M-N-AB-M)
- MP 59 (linea 4): M-M-R-R-M-M (M-N-A-B-N-M)
- MP 59 (linea 11): M-M-R-M (M-N-A-M)
- MP 73: M-M-R-R-M (M-N-A-B-M), linea 6
- MP 73: M-M-R-M (M-N-A-M), linea 11
- MP 89: R-M-M-M-M-R (S1-N1-N2-N2-N1-S1), linee 4 e 14
- MP 05: R-M-M-M-M-R (S1-N1-N2-N3-N4-S2), linee 1 e 14

Sottotipi della serie MF 67 (fra parentesi i prefissi usati per numerare le vetture):
- MF 67A: M-M-M-M-M (M-N-NA-N-M) trasformato in MF 67B e MF 67C
- MF 67B: R-M-M-M+R (S-N-NA-N-S), linee 3,10 e 12
- MF 67C: M-R-M-R-M (M-B-NA-B-M), linee 3,10 e 12
- MF 67D: M-M-R-R-M (M-N-A-B-M), linee 3, 9 e 10
- MF 67E: M-M-R-R-M (M-N-A-B-M), linee 2 e 10
- MF 67F: M-M-R-R-M (M-N-A-B-M), linea 5

Altro materiale su ferro:
- MF 77: M-R-M-R-M (M-B-NA-B-M), linee 7, 8 e 13
- MF 88: M-R-M (M-B-M), linea 7bis
- MF 01: R-M-M-M-R (S1-N1-N3-N2-S2), linee 2, 5 e 9

## Futuro

### Ritiro dei materiali più antiquati
Il treno MP 14 (ex NG) è stato ordinato per gli aggiornamenti e i prolungamenti delle linee di metro 4, 6, 11 e 14 e per rimpiazzare gli MP 59 e gli MP 73, l'immissione in servizio è prevista dal 2019.
Vi è inoltre il progetto MF 19 (ex XY), per rimpiazzare gli MF 67, gli MF 77 e gli MF 88 (in servizio su 8 linee di metropolitana), l'immissione in servizio è prevista tra il 2023 e il 2030.

### Materiali del Grand Paris Express
Il 20 settembre 2018, la Société du Grand Paris e Île-de-France Mobilités comunicano di aver selezionato Alstom per fornire i treni per le linee 15, 16 e 17 del Grand Paris Express; il modello appartiene alla gamma Metropolis; il treno è completamente automatizzato (senza conduttore) e può circolare alla velocità massima di 110 km/h; il contratto prevede la fornitura di massimo 1.000 carrozze (183 convogli), in due lunghezze, da 3 e da 6 convogli; ogni convoglio potrà trasportare fino a 500 passeggeri nella versione a 3 carrozze (54 metri) e fino a 1.000 passeggeri nella versione a 6 carrozze (108 metri).
Per Linea 18 i treni non sono ancora stati ufficializzati, ma secondo le specifiche la linea dovrebbe utilizzare del materiale rotabile su ferro completamente automatizzato di tipo leggero probabilmente simile ai tipi VAL o Neoval.